# 堀越富三郎
堀越 富三郎（ほりこし とみさぶろう、1954年6月2日 - ）は、日本の男性俳優、声優。群馬県出身。オフィス海風所属

## 来歴
多摩芸術学園演劇科出身。
以前は劇団〈風〉、オフィス樹、プロダクション・タンク、ユカイナル、NAVUEに所属していた。

## 人物
趣味はスポーツ観戦、安来節（どじょうすくい踊り）、日本舞踊、モダンバレエ、野球。特技はスカッシュ（30年）。資格・免許は普通自動車免許、自動二輪。

## 出演作品

### 映画
- モスラ3 キングギドラ来襲（1998年、東宝）
- 黄泉がえり（2003年）
- なま夏（2005年）
- ブラッディレディ 路地裏のコッペリウス（2011年）
- MARCHING-明日へ-（2014年）
- ジョーカー・ゲーム（2015年）

### テレビドラマ
- 武田信玄（1988年、NHK） - 五所重成
- パパ・レンタル中（1998年、TBS）
- お局探偵亜木子&みどりの旅情事件帳2（1998年、フジテレビ）
- 救急指定病院8（1998年、日本テレビ）
- 土曜ワイド劇場 おとり捜査官・北見志穂・2（1999年、テレビ朝日） - 放火未遂事件の目撃者
- はぐれ刑事純情派（テレビ朝日）
  - 第12シリーズ第17話（1999年）
  - 第16シリーズ第11話（2003年） - 酔っ払い客
- 新・愛の嵐 第39・40話（2002年、フジテレビ）
- 相棒（テレビ朝日）
  - Season1 第7話（2002年） - 監察医
  - Season2 第1話（2003年） - 裁判長
  - Season4 第1話（2005年） - 裁判長
- 人情とどけます〜江戸・娘飛脚〜（2003年、NHK）
- ハマの静香は事件がお好き3（2005年、フジテレビ） - 警部
- 自治会長・糸井緋芽子社宅の事件簿6（2006年、TBS） - 支社長
- 愛讐のロメラ（2008年、フジテレビ）
- アタシんちの男子（2009年、フジテレビ） - 警察官
- 臨場 第一章 第4話（2009年、テレビ朝日） - 小林社長
- コールセンターの恋人 第1話（2009年、テレビ朝日）
- さよならが言えなくて（2009年、テレビ朝日）
- ゲゲゲの女房 第25話（2010年、NHK） - 泥棒
- まっつぐ〜鎌倉河岸捕物控〜 第1話（2010年、NHK）
- 絶対泣かないと決めた日（2010年、フジテレビ）
- 崖っぷちのエリー 第1話（2010年、テレビ朝日）
- マドンナ・ヴェルデ〜娘のために産むこと〜 第3・4話（2011年、NHK） - 関町仁
- 生きたい たすけたい（2014年、NHK）

### 舞台
- シアターΧ
  - 第37回名作劇場月夜寒
  - 長谷川平蔵と人足寄場物語光る島
- オフィス樹
  - パンドラの箱
  - アリバイ屋の亭主
  - サインポール
  - 蟻達への伝言
- 風力写真機
  - 珈琲色の空に

### テレビアニメ
2014年
- 蟲師 続章（禄助の父、老人） - 1シリーズ + 特別篇

2015年
- アクエリオンロゴス（赤坂義則）
- GATE 自衛隊 彼の地にて、斯く戦えり（カーゼル）
- 純潔のマリア（病人）
- ハロー!!きんいろモザイク（教師）
- ルパン三世 PART IV（トニー、神父）

2016年
- 亜人（富沢）
- ALL OUT!!（校長先生）
- 銀魂 シリーズ（2016年 - 2017年、医者、眼鏡屋の主人） - 2シリーズ
- ユーリ!!! on ICE（コーチ、ジャコメッティのコーチ）
- ルパン三世 イタリアン・ゲーム（所長）

2017年
- 3月のライオン（島田の祖父）
- 有頂天家族2（古狸）
- バチカン奇跡調査官（ジョセフ・コノトリー神父）
- サクラクエスト（シゲ爺）
- プリンセス・プリンシパル（老人）
- 神撃のバハムート VIRGIN SOUL（兵士）
- モンスターハンター ストーリーズ RIDE ON（村人B）
- キラキラ☆プリキュアアラモード（会長）

2018年
- バジリスク 〜桜花忍法帖〜（家臣）
- たくのみ。（えびす様）
- こみっくがーるず（お客さん）
- ルパン三世 PART5（大師教）
- スペースバグ（2018年 - 2019年、ワン）
- ゾンビランドサガ（イカおじいさん）

2021年
- キングダム（2021年 - 2022年、蕞の老人B、微久） - 2シリーズ

2022年
- ルパン三世 PART6（祖父）

2023年
- 七つの大罪 黙示録の四騎士（おじいさん）

### 劇場アニメ
- 夜は短し歩けよ乙女（2017年、詭弁論部OB）
- GODZILLA（2017年 - 2018年、ダイチ・タニ） - 2作品
- ルパン三世 THE FIRST（2019年、招待客2）

### ゲーム
- 大逆転裁判 -成歩堂龍ノ介の冒險-（2015年、大英帝国 裁判長）[7]
- 大逆転裁判1&2 -成歩堂龍ノ介の冒險と覺悟-（2021年、大英帝国 裁判長）[7]
- モンスターハンターワイルズ（2025年）

### ドラマCD
- 支配者の恋（2014年、ファサド）

### ラジオドラマ
- NHK-FM 青春アドベンチャー「猿がヂャラヂャラ」（1992年）

### 吹き替え

#### 映画（吹き替え）
- アサシン クリード（ジョセフ・リンチ〈ブレンダン・グリーソン〉）
- アウトバーン（ヴォルフガング〈ヨアヒム・クロール〉）
- アイヒマンを追え! ナチスがもっとも畏れた男（ウーリッヒ・クライドラー〈セバスチャン・ブロムベルグ〉）
- アウト・オブ・コントロール（ノウレス保安官〈マイケル・アイアンサイド〉）
- ANNIE/アニー（ハロルド・グレイ[8]）
- ウォー・マシーン: 戦争は話術だ!（ハーミド・カルザイ元アフガニスタン大統領〈ベン・キングズレー〉）
- エア・ロック 海底緊急避難所（ハンク〈ジェームズ・キャロル・ジョーダン〉[9]）
- エレクトリシティ（医長〈ナイジェル・トラヴィス〉）※Netflix配信版
- Emma エマ（ウッドハウス〈デニス・ホーソーン〉）※Netflix配信版
- ガンズ&ゴールド（サム〈ジャセック・コーマン〉）
- キングスマン:ゴールデン・サークル（スウェーデン国王〈ビヨルン・グラナート〉[10]）
- 消されたスキャンダル（テレンス〈ケン・ストット〉）
- コードネーム：ストラットン（ロス〈デレク・ジャコビ〉）
- ザ・コンサルタント（フランシス・シルバーバーグ〈ジェフリー・タンバー〉）
- シアター・ナイトメア
- ジゴロ・イン・ニューヨーク
- シャークネード カテゴリー2（ベン〈ジャド・ハーシュ〉）
- 死霊館のシスター 呪いの秘密（コンロイ〈デヴィッド・ホロヴィッチ〉[11]）
- 007 カジノロワイヤル (1967年の映画)（ルグラン〈シャルル・ボワイエ〉）※2016年新録版
- 007 スペクター（ガロ〈ドメニコ・フォルトゥナート〉）
- 沈黙のアフガン（ジャクソン〈デイル・ダイ〉）
- DEMON デーモン（ウィザー〈ハル・ホルブルック〉）
- DCエクステンデッド・ユニバース
  - バットマン vs スーパーマン ジャスティスの誕生（警備兵長）
  - ワンダーウーマン（議長[12]）
  - ジャスティス・リーグ（刑務所面会係[13]）
- 21ブリッジ（マッケナ署長〈J・K・シモンズ〉[14]）
- ノース・ウォリアーズ 魔境の戦い（クナー〈ダレル・ドゥシルバ〉）
- 手紙は憶えている（ルディ・コランダー#1〈ブルーノ・ガンツ〉）
- バック・トゥ・ザ・フューチャー（オーティス・ピーボディ）※BSジャパン版
- バッド・ウェイヴ（デイヴ〈ジョン・グッドマン〉）
- パレードへようこそ（クリフ〈ビル・ナイ〉）
- 必殺処刑チーム ※Netflix配信版
- ヒトラー暗殺、13分の誤算
- ファンタスティック・ビーストと魔法使いの旅（レッド〈ダン・ヘダヤ〉）
- プリデスティネーション（フジモト医師〈クニ・カシモト〉）
- ファーナス/訣別の朝（ジェラルド・"レッド”・ベイズ〈サム・シェパード〉）
- ブルーに生まれついて（チェズニー・ベイカー・シニア〈スティーヴン・マクハティ〉）
- ブルージェイ（ウェイニー〈クルー・ギャラガー〉）※Netflix配信版
- プロミスト・ランド
- ぼくたちのチーム（ドナル〈アーダル・オハンロン〉）※Netflix配信版
- ホテル・ムンバイ（オベロイ料理長〈アヌパム・カー〉）
- マイ・ブラザー 哀しみの銃弾（レオン〈ジェームズ・カーン〉）
- マダム・マロリーと魔法のスパイス
- MUD -マッド-（トム・ブランケンシップ〈サム・シェパード〉）
- マイヤーウィッツ家の人々 (改訂版)（ポール）※Netflix配信版
- マギー（レイ〈ダグラス・M・グリフィン〉）
- リベンジ・ガン
- ルーム（じいじ / ロバート〈ウィリアム・H・メイシー〉）
- メッセージ（シャン上将〈ツィ・マー〉）

#### ドラマ
- 愛の記憶はさえずりとともに
- アブセンシア 〜FBIの疑心〜（ウォーレン・バーン〈ポール・フリーマン〉[15]）
- アンダー・ザ・ドーム
- アンブレラ・アカデミー（レジナルド・ハーグリーブズ〈コルム・フィオール〉
- 運命の子供たち（アジット・ジョージ）
- エージェント・オブ・シールド（エルネスト）
- X-ファイル2016（ガーナー〈ヒロ・カナガワ〉）
- エレメンタリー4 ホームズ&ワトソン in NY
- GIRLS/ガールズ ファイナル（ミード）
- カリフォルニケーション
- キーパーズ（ドン・マレキー）
- 君の声が聞こえる（ソ・デソク）
- ギルモア・ガールズ イヤー・イン・ライフ（チャーリー〈チャールズ・C・スティーブンソン〉）
- クリミナル・マインド12 FBI行動分析課
- ザ・クラウン（エバンス医師、ソールズベリー侯爵〈クライヴ・フランシス〉）
- サバイバー: 宿命の大統領
- CSI:13 科学捜査班 #14（エディ・サントス〈カスチュロ・ゲッラ〉）
- CSI:14 科学捜査班（ジーン・シモンズ）
- ジャーナリスト事件簿〜匿名の影〜（編集長）
- 情熱のシーラ
- 新米刑事モース 〜オックスフォード事件簿〜
- SCORPION/スコーピオン（ロバート・リクター〈エリック・アヴァリ〉）
- スゴ腕どうぶつドクター（ヤン・ポ－ル）
- ストレッチ・アームストロング&フレックス・ファイターズ（サヴィッチ）
- Sneaky Pete スニーキー・ピート（オットー・ベルンハルト〈ピーター・ゲレッティ〉）
- セックス/ライフ
- 超能力ファミリー サンダーマン
- 伝説の魔女 〜愛を届けるベーカリー〜（パク・イムン〈パク・イナン〉）
- ナース・ジャッキー
- HAWAII FIVE-0 シーズン5（レナード〈フランキー・ヴァリ〉、エイドリアン）
- HAWAII FIVE-0 シーズン7（ラスク）
- ハンク ‐ちょっと特別なボクの日常‐（パパ・ピート〈ヴィンチェンツォ・ニコリ〉）
- パラノイド（クロウリー博士〈マイケル・マロニー〉）
- 百年の花嫁（チャン執事〈イム・ビョンギ〉）
- FARGO/ファーゴ
- ホジュン 宮廷医官への道（キム・ミンセ / サムジョク大師）
- ホテル ハルシオン（スキナー）
- マンダロリアン（クイール〈ニック・ノルティ〉[16]）
- Major Crimes 〜重大犯罪課
- THE MENTALIST メンタリストの捜査ファイル5
- レイヴン 〜少女とポニーの物語〜（フランク）
- 私の残念な彼氏（ワン秘書〈イ・サング〉）
- ワンス・アポン・ア・タイム
- ワン・ミシシッピ 〜ママの生きた道、ワタシの生きる道〜（スパンキー）

#### アニメ
- 悪魔城ドラキュラ －キャッスルヴァニア－（大主教）
- アバローのプリンセス エレナ
- ちいさなプリンセス ソフィア（マーシャク）
- ミッフィーのぼうけん（おじいちゃん）

### その他コンテンツ
- 『大逆転裁判2 -成歩堂龍ノ介の覺悟-』大逆転裁判 ダイジェスト劇場 その壱（大英帝国 裁判長）

### シリーズ一覧
1. ↑  第3シリーズ（2021年）、第4シリーズ（2022年）